# It's All Over Now
It's All Over Now é uma canção composta por Bobby Womack e Shirley Womack, que foi originalmente gravada pelo grupo The Valentinos. Posteriormente, ela seria regravada pelo grupo The Rolling Stones, sendo o primeiro hit dessa banda a atingir o topo no Reino Unido.
A canção também já foi gravada por vários outros intérpretes, como Waylon Jennings, Johnny Winter, Social Distortion, Rod Stewart, Los Jocker's, Molly Hatchet, Ducks Deluxe, The Grateful Dead,  Mad Mods and Englishman, Ry Cooder, entre outros.

## Versão doThe Valentinos
| - Bobby Womack – Composição, Vocal principal, guitarra, - Cecil Womack – vocal de apoio - Harry Womack – vocal de apoio - Friendly Womack Jr. – vocal de apoio - Curtis Womack – vocal de apoio - Shirley Womack - Composição, - Sam Cooke - produção | \| Ano \| Canção \| Desempenho nas Paradas Musicais \| Desempenho nas Paradas Musicais \| \| Ano \| Canção \| Billboard Hot 100[2] \| Hot R&B/Hip-Hop Songs[3] \| \| ---- \| ----------------- \| ------------------------------- \| ------------------------------- \| \| 1964 \| It's All Over Now \| 94 \| 21 \| |                                 |                                 |
| Ano | Canção | Desempenho nas Paradas Musicais | Desempenho nas Paradas Musicais |
| Ano | Canção | Billboard Hot 100               | Hot R&B/Hip-Hop Songs           |
| 1964 | It's All Over Now | 94                              | 21                              |

## Versão dosRolling Stones
| - Mick Jagger – Vocal principal - Keith Richards – Guitarra elétrica, vocal de apoio - Brian Jones – Guitarra rítmica, vocal de apoio - Bill Wyman – Baixo elétrico - Charlie Watts – Baterias | \| Parada Musical (1964) \| Desempenho \| \| ---------------------------------------------- \| ---------- \| \| Bélgica (Ultratop 50 de Flandres)[4] \| 8 \| \| Canada Top Singles (RPM) \| 26 \| \| O campo songid é OBRIGATÓRIO PARA PARADA ALEMÃ \| 14 \| \| Irlanda (IRMA)[5] \| 2 \| \| Países Baixos (Single Top 100)[6] \| 1 \| \| Nova Zelândia (Lever Hit Parade)[7] \| 2 \| \| Noruega (VG-lista)[8] \| 5 \| \| Reino Unido (UK Singles Chart)[9] \| 1 \| \| Estados Unidos (Billboard Hot 100)[10] \| 26 \| |
| Parada Musical (1964) | Desempenho |
| Bélgica (Ultratop 50 de Flandres) | 8 |
| Canada Top Singles (RPM) | 26 |
| O campo songid é OBRIGATÓRIO PARA PARADA ALEMÃ | 14 |
| Irlanda (IRMA) | 2 |
| Países Baixos (Single Top 100) | 1 |
| Nova Zelândia (Lever Hit Parade) | 2 |
| Noruega (VG-lista) | 5 |
| Reino Unido (UK Singles Chart) | 1 |
| Estados Unidos (Billboard Hot 100) | 26 |